# Liste der Fürstentümer der Kiewer Rus
Die Liste der Fürstentümer der Kiewer Rus führt Teilfürstentümer auf, die bis 1239 im Gebiet der Kiewer Rus entstanden waren.

## Geschichte
Um 862 wurde der Waräger Rurik Fürst von Nowgorod. Seine Brüder herrschten über Isborsk und Beloosero.
Oleg erweiterte das Herrschaftsgebiet bis Kiew. Unter den nachfolgenden Fürsten wurde das Herrschaftsgebiet der Rus weiter nach Osten und Westen ausgedehnt. In den folgenden Jahrhunderten zerfiel es zunehmend in zahlreiche kleine Teilfürstentümer. 1237–1240 beendete der Einfall der Goldenen Horde die Eigenständigkeit der Rus. Viele Fürstentümer blieben bestehen.

## Fürstentümer
- Fürstentum Nowgorod (um 862)
  - Fürstentum Pskow (1014)
- Fürstentum Kiew (882)
  - Fürstentum Perejaslawl (1054–1363)
- Fürstentum Rostow (um 988–1019, 1113–1125)
  - Fürstentum Wladimir-Susdal (1125/57)
    - Fürstentum Rostow (1207–1219)
      - Fürstentum Uglitsch
      - Fürstentum Jaroslawl
- Fürstentum Polozk (um 988)
  - Fürstentum Minsk
  - Fürstentum Witebsk
- Fürstentum Turow (um 988)
  - Fürstentum Klezk
  - Fürstentum Sluzk
  - Fürstentum Pinsk
- Fürstentum Smolensk
- Fürstentum Wolhynien (um 988)
  - Fürstentum Swenigorod (1085)
  - Fürstentum Peremyschl (1085)
  - Fürstentum Terebowlja (1085)
    - Fürstentum Halitsch (1124)

  - Fürstentum Halitsch-Wolhynien (1199)
- Fürstentum Tmutarakan (vor 990)
- Fürstentum Tschernigow (1024)
- Fürstentum Murom